# Coldwater (Michigan)
Coldwater – miasto w Stanach Zjednoczonych, w stanie Michigan, na Półwyspie Dolnym, w regionie Południowy Michigan (Southern Michigan), administracyjna siedziba władz hrabstwa Branch. W 2010 r. miejscowość zamieszkiwało 10 954 osób, a w przeciągu dziesięciu lat liczba ludności zwiększyła się o 4,2%.
Miejscowość leży przy Autostradzie międzystanowej nr 69, w odległości około 20 km od granicy ze stanem Indiana i krzyżówki z autostradą międzystanową nr 90. Miasto leży w połowie najkrótszej drogi między jeziorami Michigan i Erie.
W Coldwater znajduje się zabytkowy budynek Tibbits Opera House z 1882 roku, w którego części w dalszym ciągu mieści się teatr.